# Trọng Quan
Trọng Quan là một xã thuộc huyện Đông Hưng, tỉnh Thái Bình, Việt Nam.

## Diện tích và dân số
Xã Trọng Quan có diện tích 5,68 km². Theo Tổng điều tra dân số năm 1999, xã Trọng Quan có số dân 7.172 người.

## Địa giới hành chính
Xã Trọng Quan nằm ở phía nam của huyện Đông Hưng.
- Phía đông giáp các xã Đông Quang và Đông Dương, huyện Đông Hưng;
- Phía nam giáp các xã Tân Phong và Phúc Thành, huyện Vũ Thư (ranh giới tự nhiên là sông Trà Lý);
- Phía tây giáp xã Minh Phú, huyện Đông Hưng;
- Phía bắc giáp xã Phú Châu, huyện Đông Hưng.

## Lịch sử, văn hóa
Trọng Quan trước đây được chia làm ba làng lớn là Vinh Quan, Hưng Quan, Trang Quan với tên tục thường gọi lần lượt là Sen, Sồng, Sinh các lang thường có câu nói Sinh Ra Sồng, Sồng Ra Sinh, Ra Sinh Sồng (Ra là tên goi khác của lang Sen) để tranh danh lập xã. Làng Sen nổi tiếng lúa gạo ngon. Làng Sồng chuyên trồng rau màu. Làng Sinh nổi tiếng buôn bán. Sau này một bộ phận dân cư làng Sen theo cụ Lại Đức Phong (Cụ Ba Phong) khai hoang vùng đất ngoài đê Sông Trà Lý thuộc đất của làng Sen mở trại dân quen gọi là Lang Sú (Sú Quan). Làng nổi tiếng buôn bán, có vị thế ven sông Trà Lý thuận tiện giao thông thủy bộ nên nhanh chóng trỏ thành nới phát triển trên bến dưới thuyền san sát. Hàng nam vào dịp rằm tháng giêng dân chung trong vùng thường tới đây đi đò dọc xuống tỉnh (Thái Bình) dự lễ hội đền Mẫu tỉnh cùng với lễ tế của quan lại Nam triều tại Nhà Vọng Cung.Do sự phát triển kinh tế nên nhiều gia đình trong làng Sú trở nên giàu có. Họ đã đóng góp tiền của dựng đình, chùa, miếu riêng của làng. Trước đây các làng thuộc xã Trọng Quan đều thuộc tổng Cát Đàm. Các làng đều có Đình chùa riêng xây dựng quy mô lớn nổi tiếng trong vùng. Tuy vậy trong thời kỳ kháng chiến chống Pháp thực hiện chiến dịch tiêu thổ kháng chiến đình Sen và đình Tràng đã bị phá hủy đình, chùa và miếu làng Sú thì bị lở xuống dòng Trà Lý cả làng sú đã di dời vào trong đê. Hiện cả xã Trọng Quan còn một ngôi đình là Đình Hưng Quan (Đình Sồng) và ba ngôi chùa đó là Chùa Hưng Long, Chùa Tràng, Chùa Sen hay còn gọi Liên Hoa Tự hiện đang ở xóm 12 thôn Vinh Hoa, đã được tỉnh Thái Bình công nhận là DTLSVH.